# Stanislas Jarlin
Stanislas Jarlin, né le 20 janvier 1856 à Sète (Hérault) et mort le 27 janvier 1933 à Pékin (Chine), était un missionnaire catholique, membre de la Congrégation de la Mission. Il a été évêque de Pékin de 1905 jusqu'à sa mort.

## Biographie

### Jeunesse et formation
Stanislas-François Jarlin est né à Sète, le 20 janvier 1856.
Après avoir commencé sa vie comme commerçant, il entre à l'âge de 28 ans dans la Congrégation de la Mission, le 7 mai 1884. Après son noviciat à Saint-Lazare, à Paris rue de Sèvres, il est envoyé en Chine. Il est ordonné prêtre à 33 ans le 20 janvier 1889.

### Missionnaire en Chine
Il est envoyé dans le district de Paotingfu comme vicaire. En 1897, le vicaire apostolique coadjuteur de Pékin Alphonse Favier le choisit comme vicaire général.
Stanislas Jarlin est consacré évêque le 29 avril 1900 par Alphonse Favier avec comme co-consécrateurs Henri-Joseph Bulté et Jules Bruguière (zh). Il est nommé sur le siège titulaire de Pharbaethos. Il devient le coadjuteur de Mgr Favier, devenu entre-temps vicaire apostolique. Il lui succède le 5 avril 1905.
Entre cette date et l'arrivée de l'archevêque Celso Costantini, premier délégué apostolique en Chine (en) en novembre 1922, Jarlin fut le seul représentant du Saint-Siège auprès du gouvernement chinois.
Il fut pendant de nombreuses années un adversaires des méthodes et des attitudes pro-chinoises de l'un de ses confrère lazariste, le père Vincent Lebbe. Il resta également un partisan décidé de la poursuite du protectorat français sur les missions catholiques dans le pays pendant toute cette période. En 1926 cependant, après la consécration de six évêques chinois par le pape Pie XI, il revint sur ses positions.

### Décès
Stanislas Jarlin meurt le 27 janvier 1933 à l'âge de 77 ans.

## Succession apostolique
Stanislas Jarlin a ordonné les évêques suivants :
- Évêque Giovanni Menicatti, P.I.M.E. (1903)
- Évêque Joseph-Sylvain-Marius Fabrègues (zh), C.M. (1910)
- Évêque Louis-Élisée Fatiguet, C.M. (1911)
- Évêque Noè Giuseppe Tacconi (zh), P.I.M.E. (1911)
- Évêque Paul-Marie Dumond, C.M. (1912)
- Évêque Jean de Vienne de Hautefeuille, C.M. (1915)